# شهرک پیونگ‌چانگ
پیونگ‌چانگ (به کره‌ای: 평창읍) یک شهرک در شمال‌شرق کره جنوبی (شرق شبه‌جزیره کره) است که در تابعیت شهرستان پیونگ‌چانگ، استان گانگوون قرار دارد. این شهرک مرکز شهرستان پیونگ‌چانگ نیز می‌باشد.
با وجود بودنِ مرکز اداری شهرستان و قرار داشتن اداره‌جات مربتط در این شهرک، این شهرک در واقع نه بر راه‌های اصلی ارتباطی قرار دارد، و نه نقش مرکزیت مطلق در این شهرستان را ایفا می‌کند. مناطق شمالی در این شهرستان چون «قصبهٔ جینبو» جمعیتی تقریبا برابر با این شهرستان را دارند، و جاذبه‌های اصلی صنعت گردشگری و ورزش‌های زمستانی در این شهرستان می‌باشند. با وجود این‌که شهرستان پیونگ‌چانگ به عنوان میزبان المپیک زمستانی ۲۰۱۸ و پارالمپیک زمستانی ۲۰۱۸ انتخاب شد، اما هیچ‌‌کدام از بازی‌های این دو رقابت در این شهرک انجام نشدند.
پیونگ‌چانگ ۱۱۶٫۳۱ کیلومتر مربع مساحت و ۸٬۲۳۸ نفر جمعیت دارد و ۷۵۰ متر بالاتر از سطح دریا واقع شده‌است.

## تاریخ
در اوت سال ۱۸۹۶ میلادی، در پادشاهی چوسان، شهرستان پیونگ‌چانگ به شکل امروزی خویش تأسیس شد. در آن سال، این شهرستان متشکل از ۵ قصبه بود: بوک (شمالی) [북면]، دونگ (غربی) [동면]، گونّه [군내면]، میتان [미탄면]، و نام‌ (جنوبی)‌ [남면].
در مارس سال ۱۹۱۴ میلادی، در عصر حاکمیت استعماری ژاپن بر کره، سه قصبهٔ دونگ (غربی) [동면]، گونّه [군내면]، و نام‌ (جنوبی)‌ [남면] ادغام شده و قصبهٔ پیونگ‌چانگ را تشکیل دادند. این قصبه محل مرکز شهرستان پیونگ‌چانگ بود.
پس از استقلال کره از ژاپن در سال ۱۹۴۵ میلادی، این کشور به دو نیمه تقسیم شد. مرز بین دو کره در آن زمان، مدار ۳۸ درجه شمالی در نظر گرفته شده بود. این مدار از میان استان (تاریخی) گانگوون عبور می‌کند. در نتیجه استان گانگوون به نیمهٔ شمالی و نیمهٔ جنوبی تقسیم شد. با این وجود، تمامی اراضی شهرستان پیونگ‌چانگ  (و شهرک پیونگ‌چانگ )، در جنوب این مدار قرار گرفتند، و در تبعیت استان (جنوبی) گانگوون قرار گرفت. 
با پایان جنگ کره در سال ۱۹۵۳ میلادی و امضای آتش‌بس بین کره شمالی و ایالات متحده آمریکا، تمامی اراضی این شهرستان، بدون تغییر خاصی، تحت حاکمیت کره جنوبی، تحت مدیریت استان (جنوبی) گانگوون، قرار گرفت.
در یکم ماه مه سال ۱۹۷۹، «قصبهٔ پیونگ‌چانگ» به شهرک ارتقاء یافت.

## تقسیمات اداری
شهرک پیونگ‌چانگ به ۳۱ روستای تابعه تقسیم شده است. چهار روستای «جونگبو»، «چون‌بیون»، «سفلی (ها)»، و «وسطی (جونگ)» در واقع چهار محله‌ای هستند در مجاورت یک‌دیگر، و این محلات منطقهٔ‌ شهری و جمعیتی اصلی این شهرک را تشکیل می‌دهند.
| - اونگام (응암리، Eungam-ri) - ایپ‌تان (입탄리، Iptan-ri) - ایگوک (이곡리، Igok-ri) - ایمها (임하리، Imha-ri) - جوجین (주진리، Jujin-ri) - جودون (조둔리، Jodun-ri) - جودونگ (조동리، Jodong-ri) - جونگبو (종부리، Jongbu-ri) - جیدونگ (지동리، Jidong-ri) - چون‌بیون (천변리، Cheonbyeon-ri) - چون‌دونگ (천동리، Cheondong-ri) - داسو (다수리، Dasu-ri) - دودون (도돈리، Dodon-ri) - ده‌سانگ (대상리، Daesang-ri) - ده‌ها (대하리، Daeha-ri) - سفلی (ها) (하리، Ha-ri) | - علیا (سانگ) (상리، Sang-ri) - گوگیل (고길리، Gogil-ri) - گیه‌جانگ (계장리، Gyejang-ri) - ماجی (마지리، Maji-ri) - نورون (노론리، Noron-ri) - نوئون (뇌운리، Noeun-ri) - وسطی (جونگ) (중리، Jung-ri) - وون‌دانگ (원당리، Wondang-ri) - هائیل (하일리، Hail-ri) - هوپیونگ (후평리، Hupyeong-ri) - هیانگ‌دونگ (향동리، Hyangdong-ri) - ‌ یاکسو (약수리، Yaksu-ri) - یودونگ (유동리، Yudong-ri) - یومان (여만리، Yeoman-ri) - یونگ‌هانگ (용항리، Yonghang-ri) |